# Каратыгина, Александра Дмитриевна
Алекса́ндра Дми́триевна Караты́гина (16 (27) апреля 1777 — 25 мая (6 июня) 1859) — по сцене Каратыгина Старшая (в связи с её невесткой, женой сына другой Александрой Каратыгиной), урождённая Полыгалова (И. А. Дмитревским переименована в «Перлову» — по белизне кожи), — трагедийная русская актриса
, ученица И. А. Дмитревского.

## Биография
В 1794 году Александра Полыгалова окончила Санкт-Петербургскую театральную школу под руководством И. А. Дмитревского и в том же году вышла замуж за Андрея Васильевича Каратыгина. Вместе с мужем выступала на Петербургской сцене императорских театров. Особый успех получила в драме и трагедии, замечательно исполняя роли Амалии (драма «Сын любви»), Берты (драма «Гуситы под Наумбургом» Коцебу), Эйлалии (драма «Ненависть к людям и раскаяние» Коцебу). В ролях любящих матерей не знала соперниц на русской сцене.